# Vesele, Vesele
Vesele (în ucraineană Веселе) este o comună în raionul Vesele, regiunea Zaporijjea, Ucraina, formată numai din satul de reședință.

## Demografie
Componența lingvistică a comunei Vesele
     Ucraineană (77,53%)
     Rusă (20,19%)
     Alte limbi (1,02%)
Conform recensământului din 2001, majoritatea populației comunei Vesele era vorbitoare de ucraineană (77,53%), existând în minoritate și vorbitori de rusă (20,19%).